# Pritjecanje
Pritjecanje (eng. affluenza, složenica od engleskih riječi affluence - bogastvo i influenza - gripa) je pojam koji koriste kritičari potrošačkog društva, u objašnjavanju praznine koja ispunja mnoge ljude u razvijenom svijetu, gdje kupnja i posjedovanje materijalnih stvari ne povisuje osjećaj zadovoljstva koja kod mnogih da bi bili u koraku sa svojim sugrađanima konstantno troše i kupuju, i tako rade duge sate i ulaze u bezpotreban dug da bi ostali na vrhu. Ovaj začarani krug se opisuje kao zarazna bolest, gdje bez obzira na dobro materijalno stanje pojedniac, taj isti pojedinac je sve nezadovoljniji sa svojim životom. Britanski psiholog Oliver James tvrdi da postoji korelacija između pojave pritjecanja u nekom društvu i povećavanja materijalne nejednakosti unutar toga društva: što su veće materijalne nejednakosti između građana neke zemlje, to su veći izraženi osjećaji nezadvoljstva unutar toga društva.  Osvrćajući se na tezu Vancea Packarda The Hidden Persuaders (Skriveni nagovarači)  o metodama manipulacija koje rabi industrija oglašavanja, koje James uspoređuje s poticanjem umjetnih potreba koje potstjeću porast pritjecanja. Da bi naglasio širenje pritjecanja, James Packard je vršio istraživanja u društvima s različitim razinama nejednakosti uključujući gradove: Sydney, Singapore, Auckland, Moscow, Shanghai, Copenhagen i New York. Prema svojim istraživanjima James također vjeruje da su veći broj mentalih oboljena izravno povezana s prekomjernom žeđom za bogastvom u zemljama s izraženim protršačkim mentalitetom.  U grafičkim prikazima koje su izrađene koristeći razne izvore podataka, Jamesovi grafovi prikazivaju ""Postojanost emocionalnih boli" i "Nejednakosti u zaradi" u pokušaju da dokaže da su zemlje koje koriste engleski jezik imaju dvostruki broj emocionalnih bolesti nego kontinentalna Europa i Japan:  21.6 % prema 11.5 %.  James definira pretjecanje kao 'stavljane visoke vrijednosti na:  novac, osobno vlasništvo, izgled (fizički), mjesto na društvenoj ljestvici, te slava' i ovo se koristi kao objašnjenje za povećavanje mentalnih bolesti u zemljama iz engleskog govornog područja. James Packard također objašnjava da pretjecanje je također ishod 'sebičnog kapitalizma' liberalnog kapitalizma, te da su razvijene zemlje kontinetalne Europe manje podložne zbog manje agresivnog kapitalizma koje oni prate. James naglašuje da društva mogu odstraniti negativnosti potrošačkog mentaliteta ako idu zadovoljavati prave potrebe a ne umjetne potrebe, te samodređenja samoga sebe kao osobe a ne preko svojih tvarivnih posjeda.